# Шумовая температура антенны
Шумовая температура антенны — {\displaystyle T_{na}} — температура, вызванная излучением окружающей среды в отсутствие исследуемого источника, и тепловыми потерями в облучающей системе. {\displaystyle T_{na}} не имеет никакого отношения к физической температуре антенны. Она задается формулой Найквиста, и равна температуре резистора, который имел бы такую же мощность тепловых шумов в данной полосе частот:
{\displaystyle P=kT_{na}\Delta \nu },
где {\displaystyle P} — мощность шумов, {\displaystyle k} — постоянная Больцмана, {\displaystyle \Delta \nu } — полоса частот.
Источником шумов является не сама антенна, а шумящие объекты на Земле и в космосе. Космическая составляющая шума зависит от диаметра антенны: чем больше диаметр и усиление, тем уже основной лепесток диаграммы направленности, соответственно, меньше посторонних космических шумов антенна усиливает вместе с полезным сигналом. Земная составляющая шумовой температуры антенны зависит от угла места — чем ниже «смотрит» антенна, тем больше она принимает индустриальных помех и шумов от источников на поверхности Земли. Поэтому шумовая температура — не постоянная величина, а функция от угла места. Как правило, она указывается в спецификации для одного или нескольких значений угла места. Типичная шумовая температура параболической антенны диаметром 90 см в Ku-диапазоне для угла места 30 градусов — 25-30К.

## Шумовая температура антенны в радиоастрономии
Понятие шумовой температуры антенны {\displaystyle T_{na}} наряду с понятием антенной температуры {\displaystyle T_{a}} широко применяется в радиоастрономии. Антенная температура {\displaystyle T_{a}} характеризует полную мощность принимаемого антенной излучения, т.е. мощность шумов и мощность изучаемых объектов, в то время как шумовая температура {\displaystyle T_{na}} — только мощность шумов (мешающих факторов). Если в диаграмму направленности не попадает ни одного радиоисточника, то антенная температура равна шумовой {\displaystyle T_{a}=T_{na}}. Таким образом полезный сигнал зависит от разности антенной и шумовой температур {\displaystyle T_{s}=T_{a}-T_{na}}.
Как правило шумовая температура состоит из двух частей: постоянной и стохастической. Постоянную составляющую можно компенсировать, а вот стохастическая накладывает фундаментальные ограничения на чувствительность радиотелескопов. Поэтому для увеличения соотношения сигнал/шум при проектировании радиотелескопов основное внимание уделяется уменьшению стохастической составляющей. Для этого применяют малошумящие усилители, охлаждение приемников жидким азотом или гелием и прочее.